# 東泉一郎
東泉 一郎（ひがしいずみ いちろう、1958年1月4日 - ）は、日本・東京都出身のクリエイティブ・ディレクター、デザイナー。Higraph Inc.Tokyo 代表。

## 略歴
早稲田大学理工学部を中退ののち、多摩美術大学美術学部デザイン科卒業。流行通信社にて雑誌『STUDIO VOICE』を中心にグラフィックデザインを手掛ける。プロダクション勤務やフリーランスを経て、1994年にHigraph Inc.Tokyoを設立。
アルスエレクトロニカ（1997年）でゴールデン・ニカを受賞した“Sensorium project”のディレクターとして世界各地で実験的インスタレーションを行うほか、日本科学未来館「インターネット物理モデル」、「インターネット物理モデル2017」のクリエイティブ＆デザインディレクション、2002 FIFAWorld Cupのための演出デザインワーク、KDDI「AUdesign project」コンセプトモデル、JAXA「moonbell」、「OoA－creature with TOYOTA HEART PROJECT」などエモーショナル・フィジカルインターフェイスの開発などを手がける。
十和田市現代美術館のロゴマーク、ビジュアルアイデンティティデザイン、Creative hub 131 / Rensaのトータルなイメージディレクション、スペースデザイン、グラフィック、「ホテルオークラ東京“Charity Project for Music”」にてホテルオークラ東京 旧本館 ファサード・タイル・ボックスのクリエイティブディレクションとデザイン、掛川現代アートプロジェクトにて茶杓「火または炎」、「風または流れ」を手がける。
グラフィックデザイン、映像、プロダクツ、空間デザイン、インフォメーションデザイン、イノベーションデザインなど、サイエンスや表現など異分野にまたがる統合的なデザイン活動を展開している。
文化庁メディア芸術祭エンターテイメント部門の審査員を、第18回(2014年)から第20回(2017年)まで務める。

## 書籍
- 「Graphic Wave 10 谷田一郎 東泉一郎 森本千絵 」 （トランスアート）
- 「ニッポンのデザイナー100人」（朝日新聞出版）

## 雑誌掲載
- 「Alternative Design X2000 [IDEA SPECIAL EDITION] DX2K pt.02」（誠文堂新光社）